# Neuroendokrina tumörer
Neuroendokrina tumörer, förkortat NET eller carcinoid (äldre benämning) är en ovanlig grupp tumör- och cancersjukdomar. Begreppet omfattar både godartade och elakartade tumörer, majoriteten är elakartade.
Gemensamt för neuroendokrina tumörer är att de har sitt ursprung i neuroendokrina celler, som har egenskaper som både liknar nervcellers och endokrina cellers. Dessa celler kan både producera hormoner, känna av och övervaka nivåerna av vissa ämnen i blodet och justera mängden hormon som utsöndras.
Neuroendokrina tumörer kan uppstå i flera organ. Majoriteten uppstår i mag-tarmkanalen och lungorna, ibland uppstår de i bukspottkörteln.
Sverige har ett nationellt vårdprogram för neuroendokrina buktumörer.

## Symptom
De vanligaste symptomen är diarré, astmaliknande andningsbesvär, problem med hjärtklaffarna och flush (plötslig rodnad i ansiktet och/eller övre kroppshalvan). Detta brukar sammanfattas som karcinoidsyndromet och beror på överproduktion av hormonet serotonin som kan utsöndras av tumörcellerna.  NET i magsäcken ger dock sällan symptom.

## Behandling
Den enda botande behandlingen är kirurgi, men då tumörerna ofta upptäcks sent i förloppet (på grund av få och ospecifika symptom) är detta sällan möjligt. Metastaser kan ibland avlägsnas kirurgiskt i symptomlindrande syfte. Övriga behandlingsformer involverar antihormonell behandling (med somatostatinanaloger och/eller serotoninsynteshämmare), målsökande strålning (med en radioaktivt märkt somatostatinanalog, vanligen med 177-Lutetium) och cytostatika. 

## Prognos
De med neuroendokrina buktumörer har normalt sett en mycket lång förväntad överlevnad med modern behandling. I de fall där tumören inte är spridd (dvs den har inga metastaser), kan man i många fall operera bort den och därmed bota patienten . I övriga fall kan den palliativa vården fortlöpa i decennier.